# Restos del lago Mungo

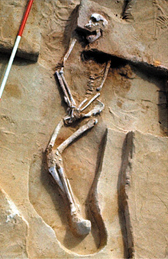
Hombre de Mungo.

Los restos del lago Mungo son tres importantes restos fósiles humanos: Lago Mungo 1 (Dama de Mungo, LM1 o ANU-618), Lago Mungo 3 (también denominado Hombre de Mungo, Lago Mungo III y LM3) y Lago Mungo 2 (LM2). El lago Mungo se encuentra ubicado en Nueva Gales del Sur, Australia, específicamente en la Región de los Lagos Willandra y es un sitio Patrimonio de la Humanidad.
LM1 fue descubierto en 1969 y es una de las más antiguas cremaciones del mundo. LM3 se descubrió en 1974, y fue un primitivo habitante humano del continente australiano que se cree que vivió hace unos 68 000 a 40 000 años, durante el Pleistoceno. Los restos son los restos humanos anatómicamente modernos más antiguos que se hayan encontrado en Australia. Su edad exacta es un tema de debate.